# Veljaci
Veljaci (en cyrillique : Вељаци) est un village de Bosnie-Herzégovine. Il est situé dans la municipalité de Ljubuški, dans le canton de l'Herzégovine de l'Ouest et dans la fédération de Bosnie-et-Herzégovine. Selon les premiers résultats du recensement bosnien de 2013, il compte 1 276 habitants.

## Histoire
Personnalité liée à la commune :
Ratimir Pavlovic, poète et philosophe, est né à Veljaci en 1948 .

## Démographie

### Évolution historique de la population
| 1948  | 1953  | 1961  | 1971  | 1981  | 1991  | 2013  |
| ----- | ----- | ----- | ----- | ----- | ----- | ----- |
| 1 146 | 1 125 | 1 207 | 1 211 | 1 259 | 1 218 | 1 276 |

|  |